# Heidewaldstadion
Das Heidewaldstadion (durch Sponsorvertrag offiziell Ohlendorf Stadion im Heidewald) ist ein Fußballstadion der nordrhein-westfälischen Stadt Gütersloh. Es dient in erster Linie als Spielstätte des FC Gütersloh sowie als Ausweichspielstätte des FSV Gütersloh 2009, der seit 2012 seine Heimspiele in der Tönnies-Arena in Rheda-Wiedenbrück austrägt. Das Stadion bietet 12.500 Plätze. Es ist derzeit aufgrund von Brandschutzbestimmungen auf 8400 Zuschauer begrenzt.

## Lage und Ausstattung

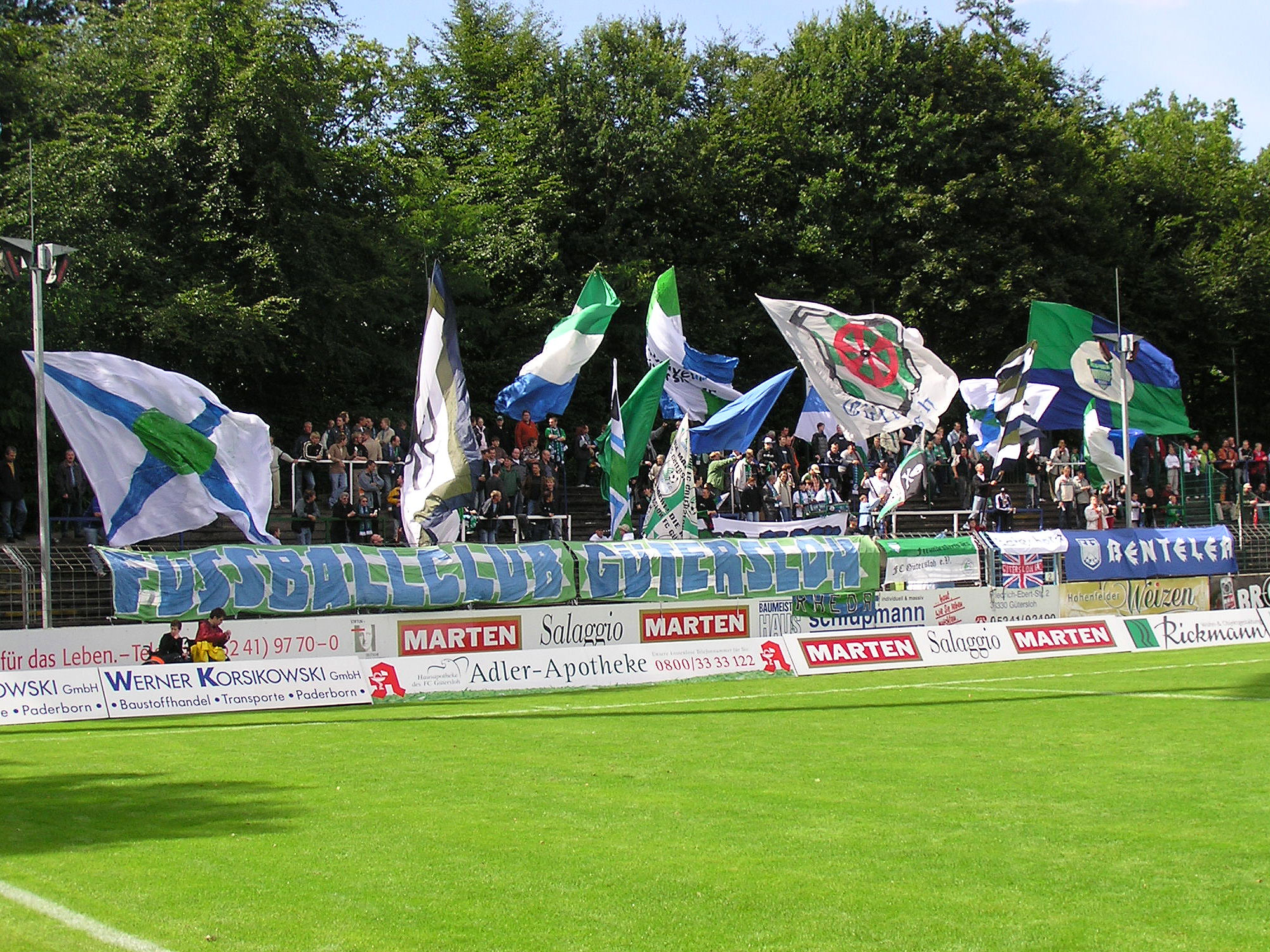
Die Fans des FC Gütersloh im Jahr 2005 in der „Uhr-Kurve“

Das Heidewaldstadion liegt im Stadtteil Sundern am südlichen Stadtrand von Gütersloh. Namensgeber ist das kleine Waldgebiet, das westlich des Stadions liegt. Südlich des Stadions verläuft die Heidewaldstraße, wo sich direkt in Stadionnähe Parkplätze für 210 Autos befinden. Weitere Parkplätze gibt es an der Brunnenstraße, darunter im Parkhaus des Klinikum Gütersloh, an einer großen Wiese an der Buschstraße (Gästeparkplatz), sowie an der Neuenkirchener Straße hinter dem Finanzamt. Vom Gütersloher Hauptbahnhof ist das Stadion mit den Buslinien 204 und 205 zu erreichen.
Von den 12.500 Zuschauerplätzen des Heidewaldstadions befinden sich 1146 auf der überdachten Sitzplatztribüne und 11.354 auf nicht überdachten Stehplätzen. Die Anlage verfügt über vier Flutlichtmasten, die Licht in drei Stufen erzeugen können. Beim Trainingsbetrieb liefert das Flutlicht 150 Lux, im Spielbetrieb 400 Lux und bei Fernsehübertragungen 950 Lux. Ferner verfügt das Stadion über eine moderne Anzeigetafel, drei Umkleideräume, einen Massageraum, einem Meetingraum, einen Fanshop sowie ein Clubheim mit einem V.I.P.-Bereich. Neben dem Stadion gibt es noch einen Trainingsplatz mit Naturrasen.
Unterhalb der Stehränge auf der Gegengerade des Heidewaldstadions betreibt die Gütersloher Schützengesellschaft ihren Schießstand mit 20 Luftgewehr-Bahnen, zehn Sportpistolen- und Kleinkaliber-Bahnen sowie zwei Kleinkaliberbahnen mit 100 Metern Länge. Eine solche Einrichtung ist deutschlandweit einmalig.

## Geschichte

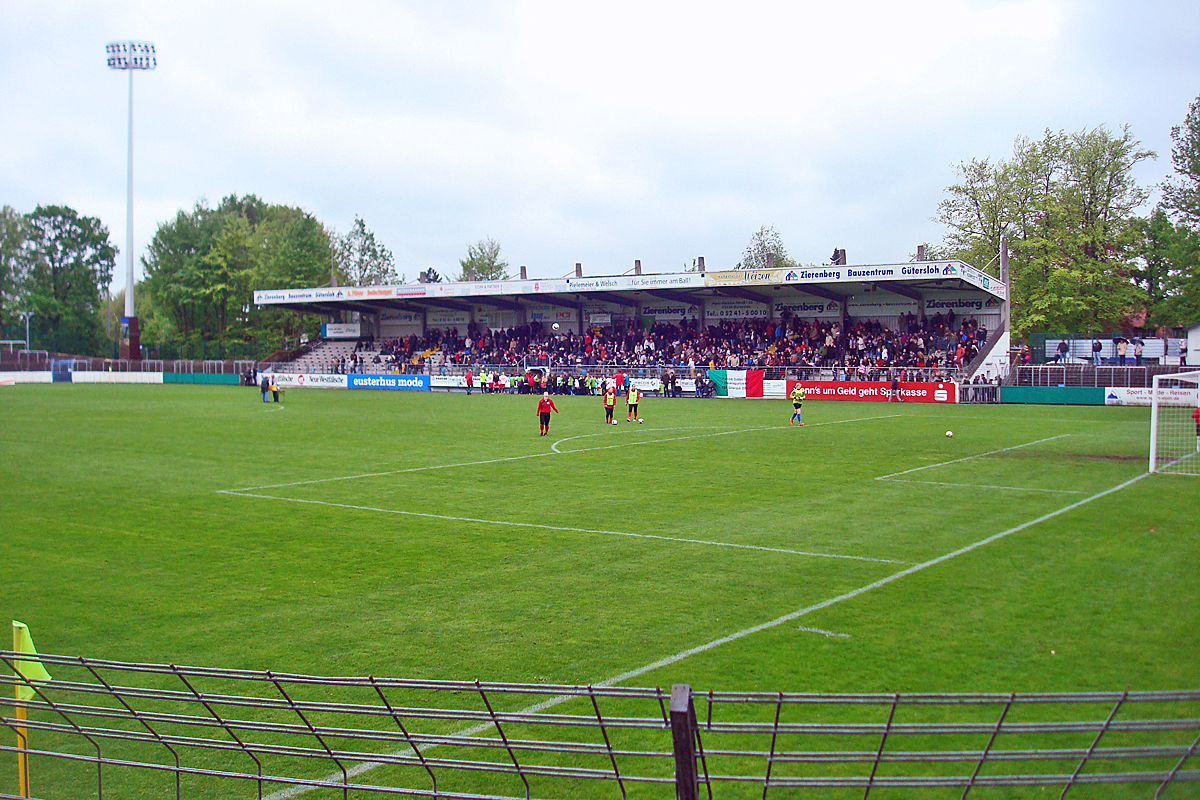
Haupttribüne

Das Gelände des Heidewaldstadions wurde im September 1924 von der Gütersloher Schützengesellschaft für 38.000 Reichsmark erworben. Die Schützen bauten dort einen Schießstand und ein Vereinsheim. Durch die Weltwirtschaftskrise geriet die Schützengesellschaft in finanzielle Schwierigkeiten und erlaubte der Stadt Gütersloh, auf ihrem Gelände ein Stadion zu bauen. Im April 1932 begannen die Bauarbeiten, die ein Jahr später beendet wurden. Das Stadion umfasste einen Rasenplatz, der von einer 400-Meter-Laufbahn umgeben war sowie ein Umkleidehaus. Im Jahre 1933 wurde das Stadion durch den Reichssportführer Hans von Tschammer und Osten eröffnet und trug den Namen Adolf-Hitler-Kampfbahn.
Im Jahre 1934 erfolgte der Einbau von überhöhten Kurven, um eine Nutzung als Radsport-Arena zu ermöglichen. Der Einbau wurde komplett vom Radsportverein Gütersloh-Spexard finanziert und durchgeführt. Die Radsportler waren auch die ersten Pächter des Stadions. Im Fußball spielte zunächst vom Verein Spiel und Sport Gütersloh im Stadion, der noch im Jahr der Stadioneröffnung mit dem Deutschen SC Gütersloh zum SV Arminia Gütersloh fusionierte. Nach dem Ende des Zweiten Weltkrieges im Jahre 1945 erfolgte die Umbenennung in Heidewaldstadion. Der Radsportverein verlängerte den Pachtvertrag nicht. Da das Interesse an Radsportveranstaltungen immer mehr nachließ wurden im Jahre 1950 die eingebrachten Kurvenerhöhungen wieder abgerissen.
Aus diesem Grund sind die für reine Fußballstadien ungewöhnlichen, kurvenförmigen Hintertortribünen entstanden. Ebenfalls 1950 wurde der nach einer Fusion des SV Arminia Gütersloh mit der Sportvereinigung Gütersloh entstandene SVA Gütersloh neuer Pächter des Stadions. Einen ersten Zuschauerrekord stellte der SVA im Jahre 1959 auf, als 11.000 Zuschauer ein Freundschaftsspiel gegen Rot-Weiss Essen verfolgten. Auch bei Freundschaftsspielen gegen den Hamburger SV oder dem FC Schalke 04 sowie bei Partien im Westdeutschen Pokal gegen Borussia Dortmund oder Preußen Münster verzeichnete der SVA hohe Zuschauerzahlen.

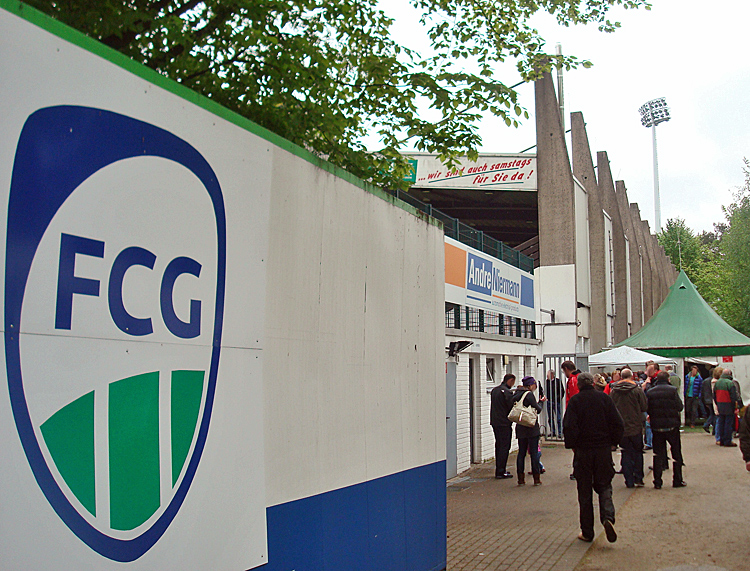
Rückseite der Tribüne

1969 stieg der Verein DJK Gütersloh in die seinerzeit zweitklassige Regionalliga West auf und stand vor einem Stadionproblem. Ihre bisherige Spielstätte, der Ludwig-Wolker-Platz an der Schledebrückstraße war nicht regionalligatauglich. Der SVA als Pächter des Heidewaldstadions verweigerte zunächst der DJK den Einzug in ihre Spielstätte. Nach langen Verhandlungen übernahm die Stadt am 1. August 1969 das Pachtverhältnis auf 50 Jahre und zahlte dem SVA eine Abfindung. Als der SVA zwei Jahre später ebenfalls in die Regionalliga West aufstieg beschloss die Stadt Gütersloh, dass Stadion auszubauen. Der Umbau dauerte fünf Monate und kostete zwei Millionen Mark. In der Zwischenzeit wich der SVA in die TSG-Kampfbahn in Rheda aus, während die DJK ihre Heimspiele im Stadion Brackwede austrug.
Am 15. September 1972 wurde das Stadion durch die zweifache Olympiasiegerin Heide Rosendahl eingeweiht. Mit „fast 15.000 Zuschauern“ wurde beim Regionalligaderby zwischen dem SVA Gütersloh und Arminia Bielefeld der bis heute gültige Zuschauerrekord aufgestellt. Von 1974 bis 1976 spielte die DJK Gütersloh in der 2. Bundesliga, bevor am 12. Mai 1978 die Fußballabteilungen der SVA und der DJK zum FC Gütersloh fusionierten. Dieser spielte von 1978 bis 1990 und von 1991 bis 1995 in der dritt- bzw. viertklassigen Oberliga Westfalen, bevor die Mannschaft 1996 nach zwei Aufstiegen in Folge die 2. Bundesliga erreichte.
Das Heidewaldstadion wurde daraufhin vom Herbst 1996 bis zum Frühjahr 1997 generalüberholt. Es erhielt eine neue Beschallungsanlage und einen Spielertunnel. Die Stehränge wurden durch Zäune in Blöcke geteilt und für die Fans der Gastmannschaft wurde ein separater Zugang geschaffen. Neue Sicherheitsbestimmungen erforderten eine Verringerung der Kapazität auf 12.500 Zuschauer. Die Kosten in Höhe von 1,3 Millionen Mark trug die Stadt. Im Jahr darauf wurde eine Flutlichtanlage mit fernsehtauglichen 950 Lux installiert. Die Kosten von 1,7 Millionen Mark teilten sich Stadt und Verein. Im Jahre 2001 wurde eine manuell bedienbare Anzeigetafel installiert, welche später elektrifiziert wurde.
Am 28. Januar 2014 beschloss der Gütersloher Stadtrat, in den kommenden drei Jahren 560.000 Euro in den Erhalt des Stadions zu investieren, da zwischenzeitlich gravierende Sicherheitsmängel vorliegen. Die Kapazität sollte dabei auf 10.500 Plätze sinken. Zwischenzeitlich war auch ein Abriss des Heidewaldstadions und ein Neubau an der Verler Straße im Gespräch. Im August 2017 verkaufte der Verein den Sponsornamen an die Firma Energieversum, ein in Gütersloh ansässiges Unternehmen aus der Photovoltaik. Der Vertrag lief bis zum 31. Juli 2019. Anschließend erfolgte die Rückbenennung.
Im Mai 2020 begannen Vorarbeiten für den Neubau eines Vereinsheims im Heidewaldstadion. Die Kosten von 1,085 Millionen Euro wurden von der Stadt Gütersloh und dem Land Nordrhein-Westfalen bezuschusst, der FC Gütersloh trug einen Eigenanteil von 200.000 Euro. In der Saison 2020/21 wurde das neue Vereinsheim Hagedorn’s im Heidewald eröffnet. Ende Juli 2020 erhielt die Spielstätte einen neuen Sponsornamen. Die Ohlendorf Gruppe aus Gütersloh als langjähriger Werbepartner aus dem Stahlgroßhandel ist neuer Namensgeber des Stadions.

## Veranstaltungen

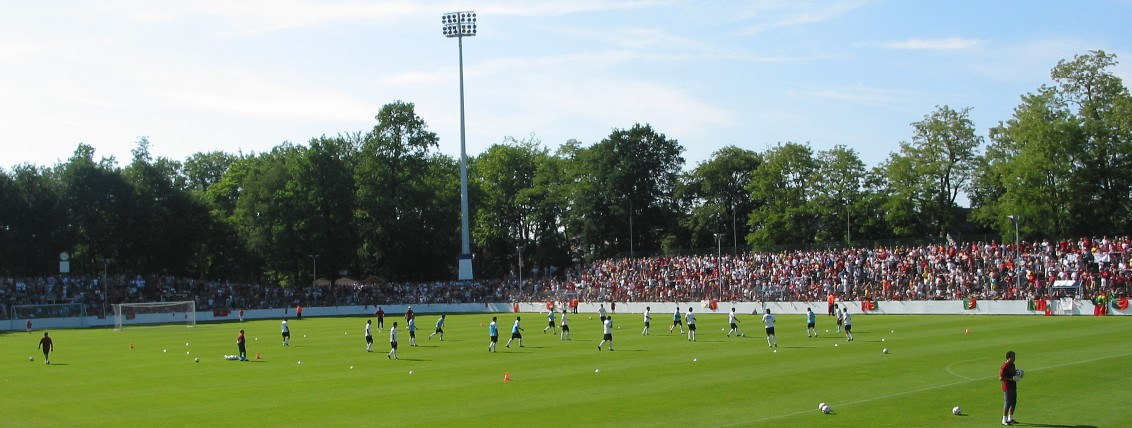
Training der portugiesischen Nationalmannschaft

Als zur Fußball-Weltmeisterschaft 2006 die Nationalmannschaft Portugals in Marienfeld Quartier nahm, diente das Stadion als öffentliche Trainingsstätte der Mannschaft. Zur Vorbereitung auf die Fußball-Europameisterschaft 2008 gastierte die Fußballnationalmannschaft der Türkei ebenfalls in Marienfeld und absolvierte am 22. Mai 2008 ein Trainingsspiel im Heidewaldstadion. Ferner war das Stadion eine der Spielstätten bei der 4. Fußball-WM der Menschen mit Behinderung. Die ausgetragene Begegnung zwischen Russland und Nordirland endete 0:0.
Am 6. Mai 2012 war das Stadion Schauplatz zweier Rekorde der 2. Fußball-Bundesliga der Frauen. Der 15:0-Sieg des FSV Gütersloh 2009 gegen den Mellendorfer TV war der höchste Sieg in der Geschichte der Liga. Diese Begegnung sahen 1502 Zuschauer, was zugleich einen neuen Besucherrekord für ein Zweitligaspiel bedeutete. Ein Jahr später wurde dieser Rekord allerdings überboten, als 3050 Zuschauer das 3:3 zwischen der TSG 1899 Hoffenheim und dem 1. FC Köln sahen. Am 6. September 2023 traf der TSV Victoria Clarholz in der zweiten Runde des Westfalenpokal 2023/24 auf Arminia Bielefeld und verlor vor rund 4500 Zuschauern mit 1:2.
Im Oktober 2014 war das Heidewaldstadion Austragungsort der Deutschen Meisterschaft IPO 2014, der nationalen Meisterschaft für Boxerhunde. Rund 3.000 Zuschauer verfolgten die Prüfungen der Hunde in den drei Kategorien Fährtensuche, Unterordnung und Schutzdienst.